# 海雷德
海雷德，是匈牙利赫维什州所辖的一个村。总面积13.96平方公里，总人口2040，人口密度146.1人/平方公里（2011年1月1日）。